# 让·德马德尔
让·德马德尔（法語：Jean de Madre，1862年9月17日—1934年1月2日），法国男子马球运动员。他曾代表法国参加1900年夏季奥林匹克运动会马球比赛，获得一枚银牌。